# Мойра
Мойра (нем. Meura) — община в Германии, в земле Тюрингия.
Входит в состав района Заальфельд-Рудольштадт. Подчиняется управлению Миттлерес Шварцаталь. Население составляет 474 человека (на 31 декабря 2010 года). Занимает площадь 12,61 км².